# Pfarrkirche Preitenegg

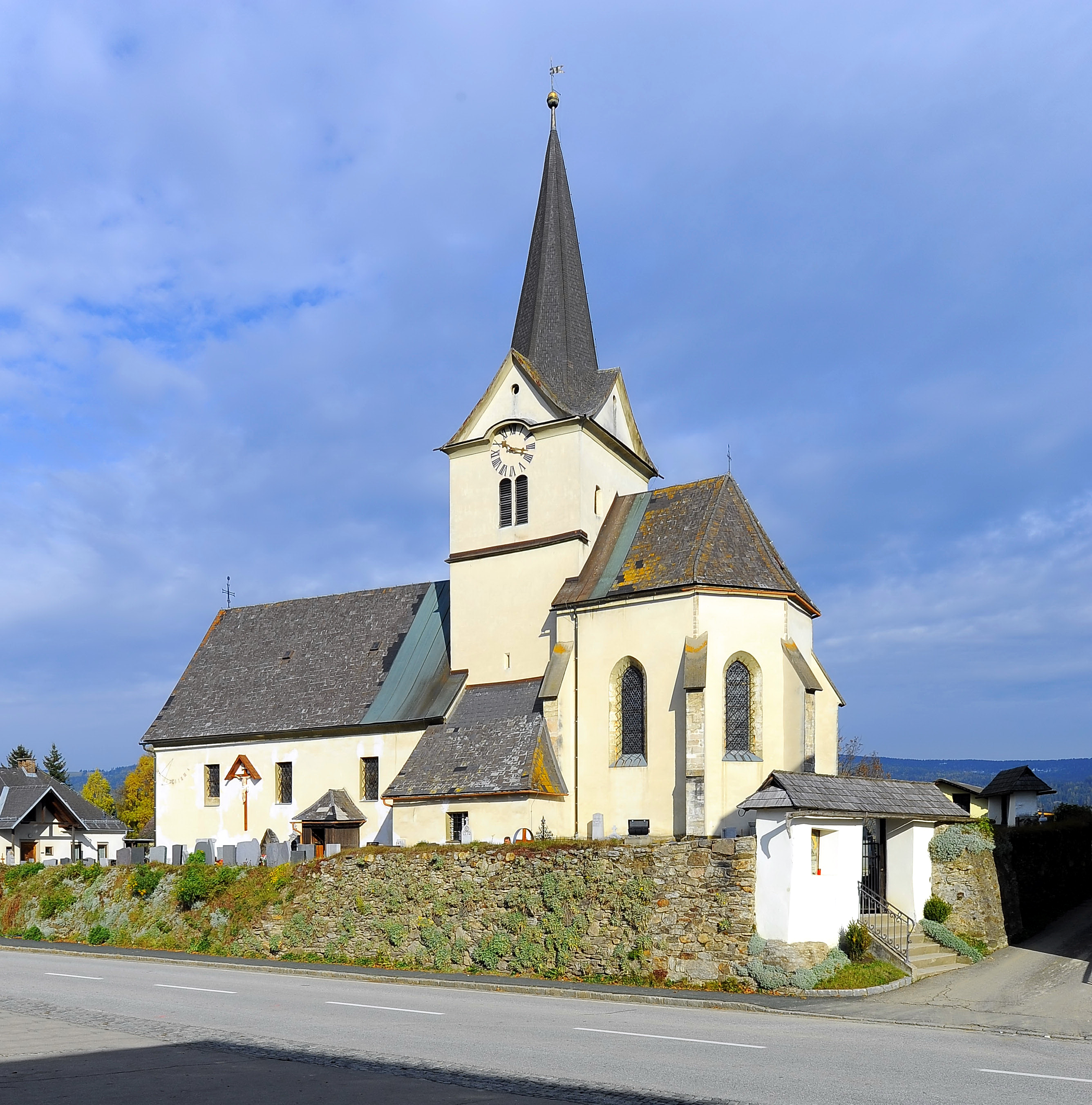
Pfarrkirche Preitenegg

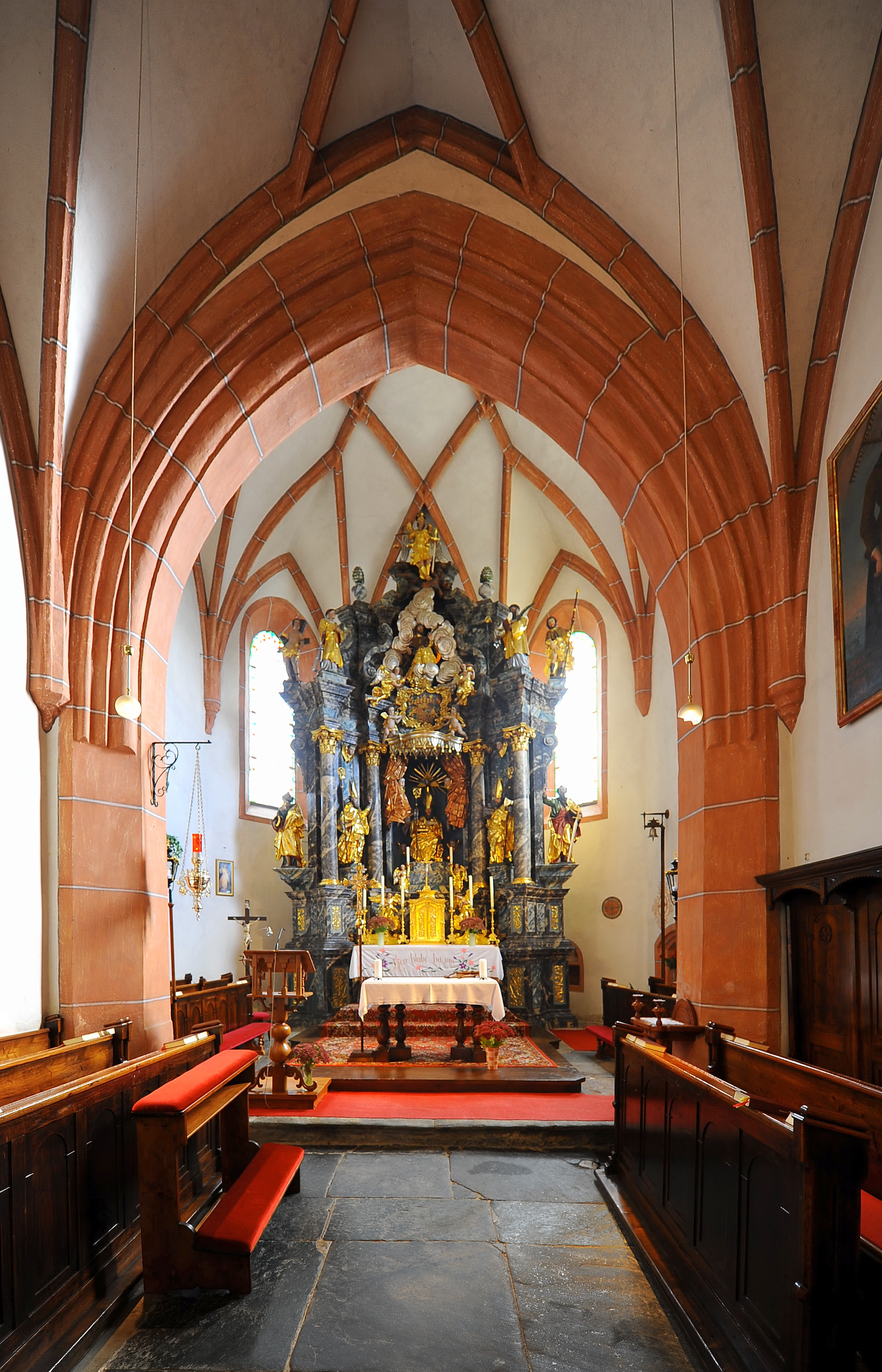
Innenansicht

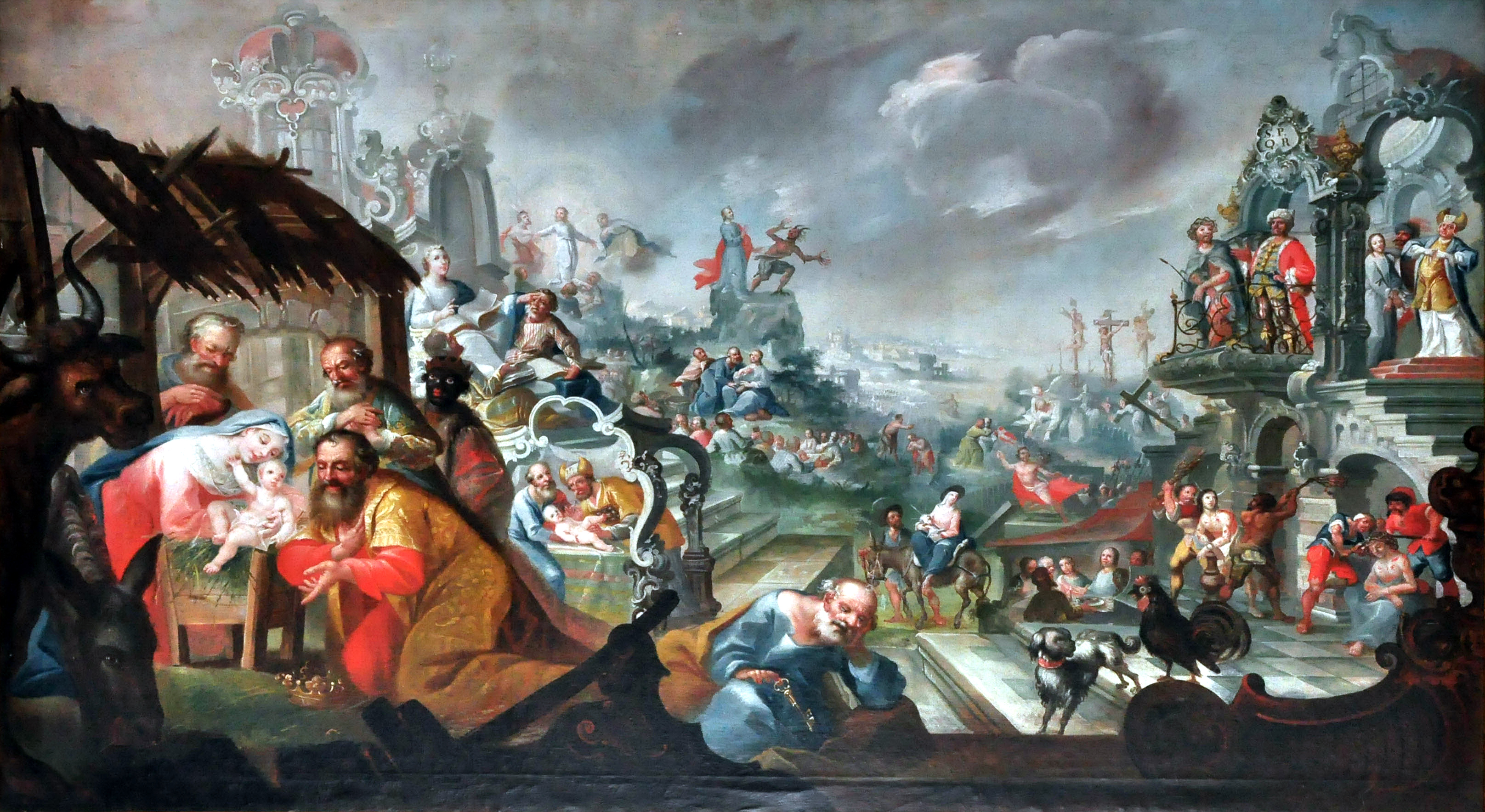
Leinwandbild: Szenen aus dem Neuen Testament

Die Pfarrkirche Preitenegg ist dem Patrozinium des heiligen Nikolaus unterstellt. Sie steht in 1072 Meter Seehöhe an der alten Packstraße in der Gemeinde Preitenegg. Am Friedhof, der die Kirche umgibt, ist Maria Schell begraben.
Die erste urkundliche Erwähnung findet die Kirche 1288. Sie dürfte eine Filiale von St. Marein im Lavanttal gewesen sein. Zur Pfarre wurde Preitenegg im 15. Jahrhundert erhoben.

## Baubeschreibung
Die Kirche ist eine romanische Chorturmkirche, deren Saalraum und Chorquadrat im Kern aus dem 12./13. Jahrhundert stammen. Der um 1400 errichtete Turm besitzt Zwillingsfenster aus dem 19. Jahrhundert und wird von einem Spitzhelm bekrönt. Die älteste Glocke wurde im 15. Jahrhundert gegossen. Der spätgotische Choranbau mit zweistufigen Strebepfeilern wurde wie der Sakristeianbau an der Turmsüdseite Anfang des 16. Jahrhunderts hinzugefügt. Das rundbogige Westportal und das Südportal mit einem Sturz auf Kragsteinen entstanden Anfang des 16. Jahrhunderts.
Im flachgedeckten Langhaus wurden die Fensteröffnungen erneuert und im 19. Jahrhundert eine Orgelempore eingebaut. Die Orgel fertigte wohl Andreas Schwarz um 1720/1730. Im Turmquadrat und im durch einen profilierten Bogen davon getrennten Altarraum mit Fünfachtelschluss ruht ein spätgotisches Parallelrippengewölbe auf Konsolen.

## Einrichtung
Augustin Tallinger schuf 1750 die drei Altäre und die Kanzel.
Der Hochaltar in Triumphbogenform mit zentraler Nische und seitlichen Kolonnaden füllt den Chor in Breite und Höhe aus. Der Altar trägt in der Mitte den heiligen Nikolaus, flankiert von den heiligen Augustinus und Wolfgang. Diese drei Figuren schuf um 1750 Franz Anton Detl, während die außen stehenden Skulpturen der Apostelfürsten Petrus und Paulus 1899 von Alois Progar geschaffen wurden. Über dem Hauptgeschoß ist das Wappen der Grafen Schönborn, den damaligen Inhabern der Herrschaft Waldenstein, angebracht. Im Aufsatz stehen die Figuren der Heiligen Johannes Nepomuk, Sebastian, Laurentius, Leonhard und Rochus. Der Erzengel Michael bildet als Seelenwäger am Giebel den Abschluss des Altars.
Die beiden Seitenaltäre an der nördlichen und südlichen Triumphbogenwand bestehen je aus einer mit Draperien ausgestatteten Schreinnische über einer niedrigen Predellazone mit gedrehten seitlichen Säulen und einer schwingenden Gebälkszone mit dem Auge Gottes und zwei Engeln auf Voluten. Der linke Marienaltar birgt eine Madonnenskulptur mit Kind und darüber ein heiliger Josef, beide aus der Mitte des 18. Jahrhunderts. Der rechte Altar trägt eine Herz-Jesu-Statue von 1907 und im Aufsatz einen heiligen Florian aus der Mitte des 18. Jahrhunderts.
Die Brüstungsfelder der Kanzel zeigen die vier Evangelisten. An der Kanzelrückwand ist eine um 1900 gemalte Darstellung des Guten Hirten zu sehen. Der Abschluss des Schalldeckels bildet die Figur des Mose mit den Gesetzestafeln.
Die Skulptur der thronenden Madonna in der Fensterlaibung an der Südseite des Turmjochs schuf um 1750 wahrscheinlich Franz Anton Detl. Die Konsolfigur der Maria Immaculata links neben dem Hochaltar wurde 1906 in der Werkstätte Josef Rifessers gefertigt. Das Kruzifix an der Triumphbogenwand im Turmjoch entstand Mitte des 18. Jahrhunderts.
Die zwei großen Leinwandbilder mit Szenen aus dem Alten und Neuen Testament sowie das Emmausmahl aus der Mitte des 18. Jahrhunderts sind vom Maler, der auch die Apostelbilder in der Kunigundekirche in Bad St. Leonhard gemalt hat. Im südlichen Turmjoch hängen zwei 1745 gemalte Bilder mit der Darstellung des heiligen Isidor und seiner Frau Maria. Im Langhaus sind die Bilder der Heiligen Franziskus Seraph, Karl Borromäus sowie an der Emporenbrüstung der heilige Franz Xaver aus der zweiten Hälfte des 18. Jahrhunderts zu sehen.